# 그 남자 황홀하다
《그 남자 황홀하다》는 MBC에서 2000년 4월 14일에 방영된 베스트극장로, 단 한번의 가벼운 거짓말로 시작된 사랑이 한 남자에게 안겨준 정신적 혼란과 파멸의 과정을 통해 도시 젊은 남녀의 사랑과 삶을 그렸다.

## 줄거리
박경태는 잘 나가는 신문사의 수습기자로 유능한 사람이고, 능력있는 약사 애인도 있다. 그런데 어느 날 신문사로 걸려온 여성 독자의 전화를 받게 되는데, “안 된다는 건 알지만 신춘문예에 출품한 소설원고를 찾고싶다”고 한다. 경태는 지적이고 분위기있는 목소리에 더해, 서울대 미학과를 나와 박사과정을 밟고 있다는 말에 끌려서 그렇게 해주겠다는 핑계로 그녀를 만나는데, 생각했던 것보다 더 미인인 그녀에게 호감을 느낀다. 또 그녀의 아버지가 신문사 부사장이라는 사실을 알게 되자, 약사 애인이 시시해지면서 헤어지게 된다. 하지만 이 모든 게 그녀의 거짓말이며, 병적으로 거짓말을 하는 사람이란 걸 사실을 알게 되자 그녀의 사랑한다는 말도 믿지 못하게 된다.
몇 년 후, 입사한 지 얼마 안된 신입기자는 늦은 밤 같은 전화를 받게 된다. 여전히 “안 된다는 건 알지만 신춘문예에 출품한 소설원고를 찾고싶다”고.

## 등장 인물

### 주요 인물
- 박용하 : 박경태 역
- 김시원 : 소영 역
- 하지숙 : 미애 역

### 그 외 인물
- 최화정
- 신귀식
- 박영지
- 김기현
- 맹상훈
- 주용만
- 조재혁
- 주우
- 고승만